# سويانيات
السويانيات (الاسم العلمي:Cyanidiales) هي رتبة من الطحالب الحمراء تتبع الطائفة السويانانية من الشعيبة الطحالب السويانانية.

## التصنيف
- رتبة السويانيات
  - فصيلة السويانات
    - جنس السويان
      - نوع السويان الساخن
      - نوع السويان الكبير